# Mausoleu d'Halicarnàs
La tomba de Mausol o Mausoleu d'Halicarnàs (Mausoleion significa [edifici] dedicat a Mausolus; així, Mausoleu de Mausolus és una tautologia (grec antic: Μαυσωλεῖον τῆς Ἁλικαρνασσοῦ; turc: Halikarnas Mozolesi) i fou un edifici sepulcral considerat una de les set meravelles de l'antiguitat, construït entre els anys 353 i el 350 aC a Halicarnàs (al present Bodrum, Turquia) per a Mausol, un sàtrapa de Cària a l'Imperi Persa. Fou construït per a Artemísia II de Cària pel seu marit i germanastre Mausol, mort el 353 aC. La construcció es va encarregar a grans artistes en arquitectura i escultura de les escoles jònica i àtica. La reina va voler que el monument superés qualsevol altre que s'havia vist mai. Els arquitectes foren Fileu (o Fiteu) i Sàtir;
 aquest darrer va escriure una descripció de l'obra i de les decoracions escultòriques, fetes pels artistes de l'escola àtica Escopes de Paros, Briaxis, Leòcares, i potser Timoteu i Praxíteles segons Vitruvi. Els artistes van competir entre ells i cadascun va fer una façana; a la mort d'Artemísia, que va sobreviure al seu marit dos anys, l'obra va continuar fins que es va acabar. Plini el Vell esmenta també un artista de nom Pitis que va fer una quadriga a la cimera del monument amb les estàtues dels dos monarques.

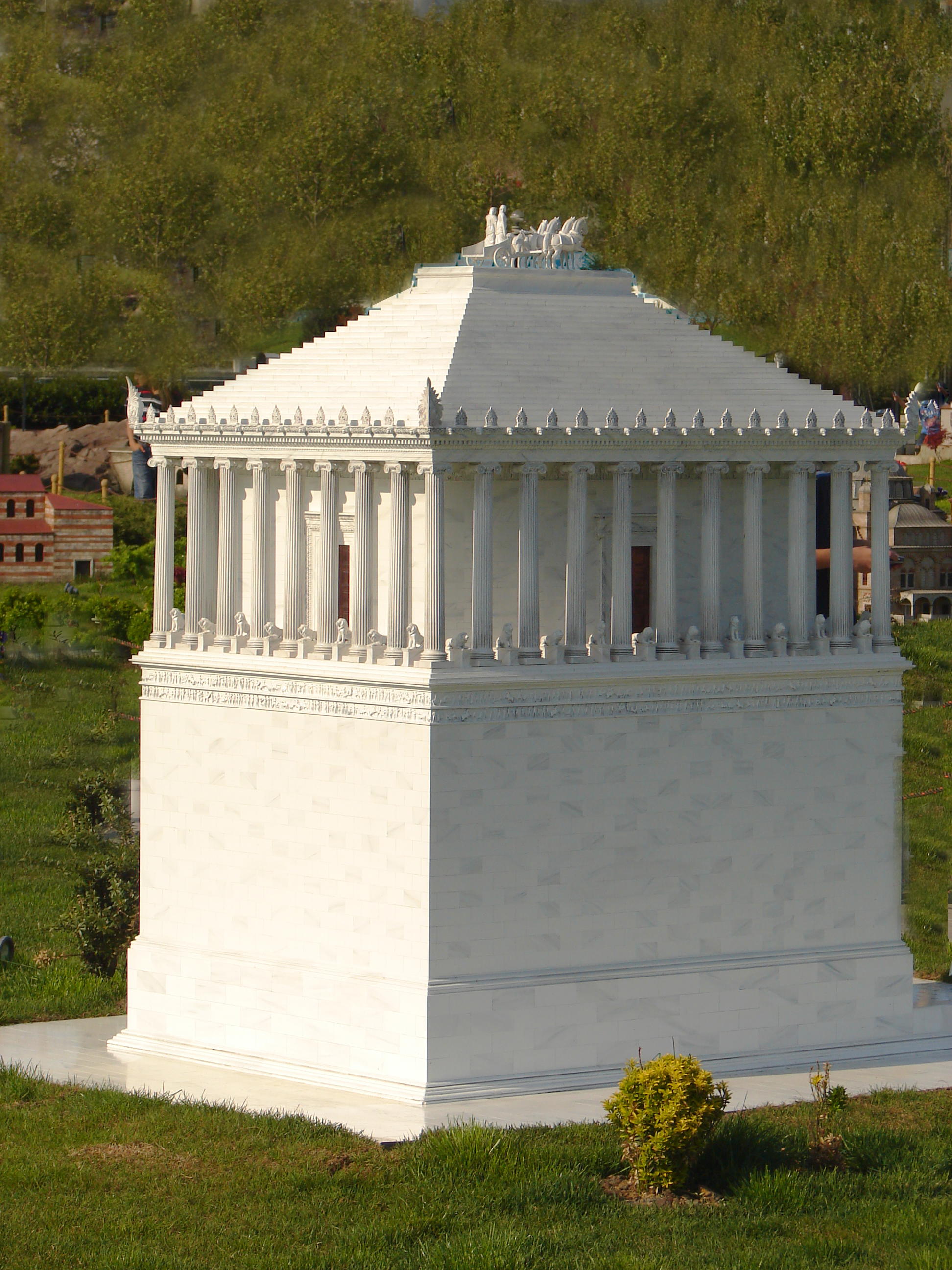
Reconstrucció moderna a Miniatürk, a Istanbul.

Els autors que parlen del Mausoleu donen pocs detalls de la construcció; encara que algunes monedes en donen una representació són creacions tardanes i la realitat no es pot determinar; no se sap si alguna de les escultures que tenia s'ha conservat realment. L'únic que en fa una descripció completa es Plini el Vell, però la seva descripció és complexa. Diu que mesurava 19 metres de nord a sud, i era més curt als frontals; el seu perímetre era d'uns 125 metres i l'altura d'11 metres; estava rodejat per 36 columnes, una zona anomenada Ptèron, adornada amb escultures en relleu fetes per Escopes a la part oriental, Briaxis a la part nord, Timoteu a la part sud i Leocares a l'oest; sobre aquest Ptèron hi havia una piràmide d'igual altura disminuint en 24 passos a la cimera on era la quadriga de Pitis. L'altura total incloent l'ornament era de 46 metres. L'edifici estava format per una cel·la quadrangular (ptèron) rodejada d'un peristil de columnes (segurament jòniques) i elevat per una base (cosa necessària per compensar l'altura parcial i la total).
La seva estructura tombal elevada deriva de les tombes de la veïna Lícia, un territori que Mausolus havia envaït i annexionat c. 360 aC, com a Monument a les Nereides.

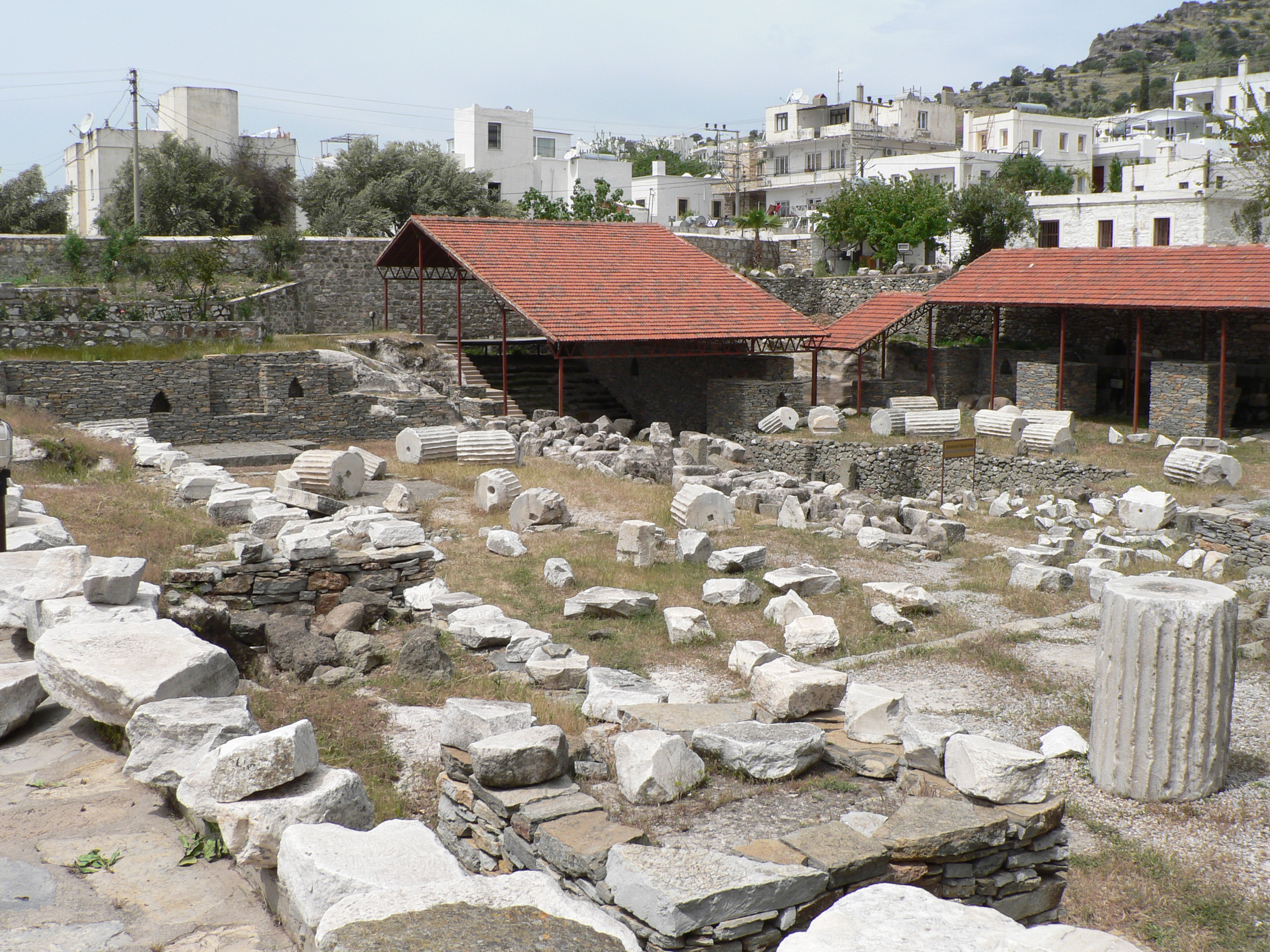
Les ruïnes del Mausoleu a Bodrum.

L'edifici encara existia al segle iv i probablement va sobreviure almenys fins vers el segle x. Alguns marbres trobats a les muralles de Bodrum van ser portats a Anglaterra per l'ambaixador britànic Sir Strafford Canning el febrer del 1846 i són ara al Museu Britànic, sent coneguts com a Marbres de Budrum; representen batalles dels grecs amb les amazones (que era el mite principal dels jònics i a Cària).
El mausoleu tenia aproximadament 45 m d'alçada, i els quatre costats estaven adornats amb relleus escultòrics, cadascun creat per un dels quatre escultors grecs: Leòcares, Briaxis, Escopes de Paros i Timoteu. El mausoleu contenia 400 escultures independents. El mausoleu va ser considerat un triomf estètic tan gran que Antípatre de Sidó el va identificar com una de les seves Set meravelles del món antic . Va ser destruïda per successius terratrèmols des del segle XII fins al segle XV; va ser l'última supervivent de les sis meravelles destruïdes.
La paraula mausoleu s'ha utilitzat genèricament per a una tomba sobre el terra, car Mausolm—eion originalment significava dedicat a Mausol.

## Conquesta
Al segle IV aC, Halicarnàs era la capital del petit regne regional de Cària, dins de l'Imperi Aquemènida a la costa occidental d'Àsia Menor.
El 377 aC, el governant nominal de la regió, Hecatompos de Milas, va morir i va deixar el control del regne al seu fill, Mausolus. Hecatomnus, un dinasta local sota els perses, va prendre el control de diverses ciutats i districtes veïns. Després d'Artemísia i Mausol, va tenir diverses filles i fills: Ada (mare adoptiva d'Alexandre el Gran), Idrieu i Pixòdar. Mausol va estendre el seu territori fins a la costa sud-oest d'Anatòlia, envaint, en particular, el territori de Lícia, notable per les seves nombroses tombes monumentals com les tombes de Xanthos, de les quals es va inspirar per al seu mausoleu.
Artemísia i Mausol van governar des d'Halicarnàs el territori circumdant durant 24 anys. Mausol, tot i que provenia de la gent local, parlava grec i admirava la forma de vida i de govern grega. Va fundar moltes ciutats de disseny grec al llarg de la costa i va fomentar les tradicions democràtiques gregues.

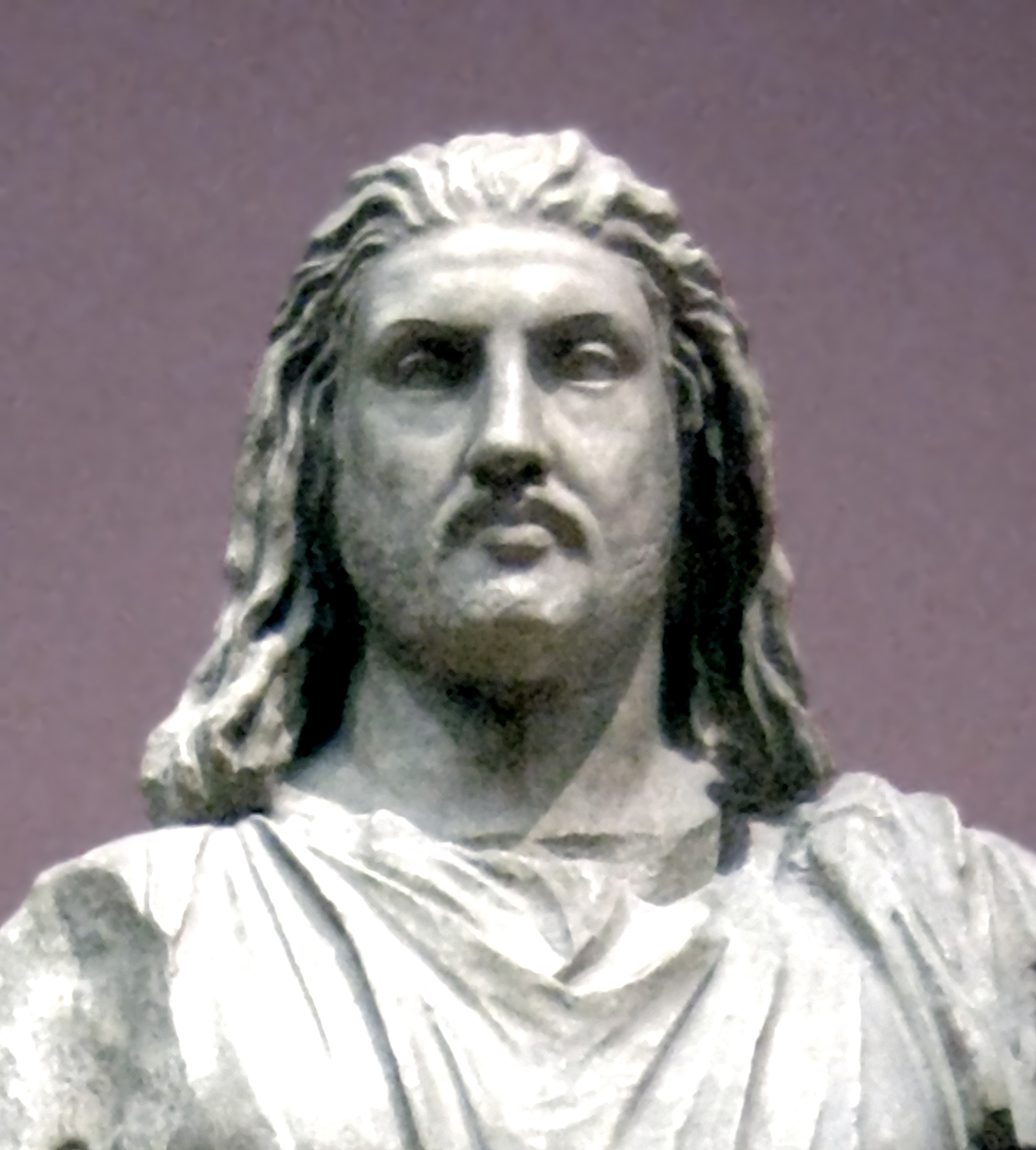
Mausol (fosa del Museu Puixkin).

Mausol va decidir construir una nova capital, una que fos tan segura de la captura com magnífica de ser vista. Va triar la ciutat d'Halicarnàs. Artemísia i Mausol van gastar grans quantitats de diners d'impostos per embellir la ciutat. Van encarregar estàtues, temples i edificis de marbre brillant. El 353 aC, Mausol va morir, deixant Artemísia governar sola. Com a sàtrapa persa i com a dinasta hecatòmnida, Mausol havia planejat una tomba elaborada. Quan va morir, el projecte va ser continuat pels seus germans. La tomba es va fer tan famosa que el nom de Mausol és ara l'epònim de totes les tombes majestuoses, en la paraula mausoleu.
Artemísia només va viure dos anys després de la mort del seu marit. Les urnes amb les seves cendres van ser dipositades a la tomba encara inacabada. Com a forma de sacrifici, els cossos d'un gran nombre d'animals morts es col·locaven a les escales que conduïen a la tomba, i després les escales s'omplien amb pedres i runes, segellant-ne l'accés. Segons l'historiador Plini el Vell, els artesans van decidir quedar-se i acabar l'obra després de la mort del seu mecenes considerant que era alhora un memorial de la seva pròpia fama i de l'art de l'escultor.

## Construcció

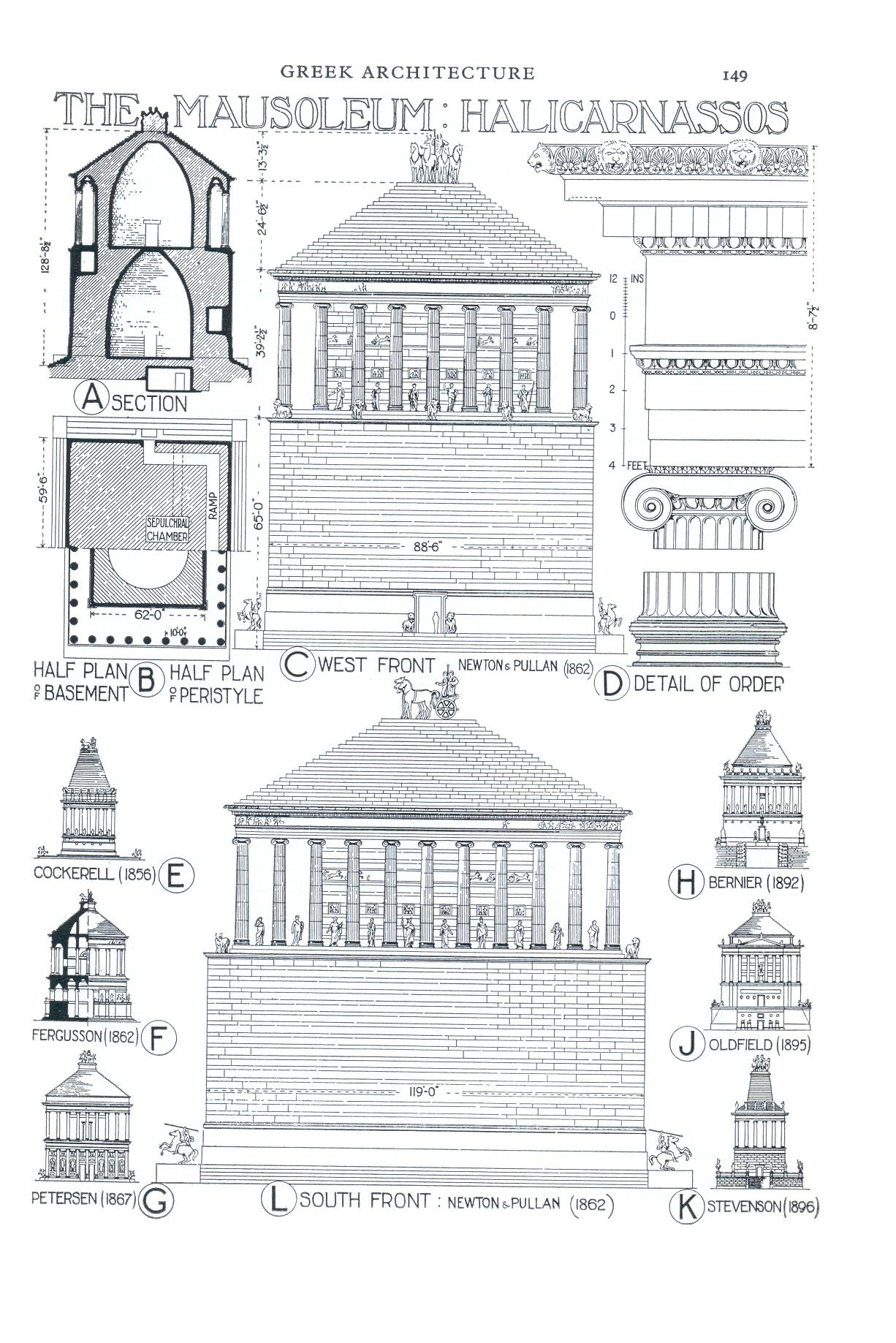
Reconstitucions del Mausoleu d'Halicarnàs.

És probable que Mausol comencés a planificar la tomba abans de la seva mort, com a part de les obres de construcció a Halicarnàs, de manera que quan va morir, Artemísia va continuar el projecte de construcció. Artemísia no va escatimar despeses en la construcció de la tomba. Va enviar missatgers a Grècia per trobar els artistes més talentosos de l'època. Entre ells hi havia Scopas, l'home que havia supervisat la reconstrucció del Temple d'Àrtemis a Efes. Els escultors famosos van ser (en l'ordre de Vitruvi): Leòcares, Briaxis, Escopes i Timoteu, així com centenars d'altres artesans.
La tomba va ser erigida en un turó des d'on es dominava la ciutat. Tota l'estructura es trobava en un pati tancat. Al centre del pati hi havia una plataforma de pedra sobre la qual es trobava la tomba. Una escala flanquejada per lleons de pedra conduïa a la part superior de la plataforma, que portava al llarg de les seves parets exteriors moltes estàtues de déus i deesses. A cada cantonada, guerrers de pedra muntats a cavall custodiaven la tomba. Al centre de la plataforma, la tomba de marbre s'elevava com un bloc quadrat i afilat fins a un terç dels 45 m d'alçada del Mausoleu. Aquesta secció estava coberta amb baixos relleus que mostraven escenes d'acció, inclosa la batalla dels centaures amb els làpites i els grecs en combat durant l'Amazonomàquia.
A la part superior d'aquesta secció de la tomba, trenta-sis columnes esveltes, deu per costat, amb cada cantonada compartint una columna entre dos costats; s'elevaven un altre terç de l'alçada. Entre cada parell de columnes hi havia una estàtua. Darrere de les columnes hi havia un bloc sòlid semblant a una cel·la que suportava el pes de l'enorme sostre de la tomba. La teulada, que comprenia la major part del darrer terç de l'alçada, era piramidal. A dalt hi havia una quadriga: quatre cavalls enormes que tiraven d'un carro on hi havia imatges de Mausol i Artemísia.

## Història

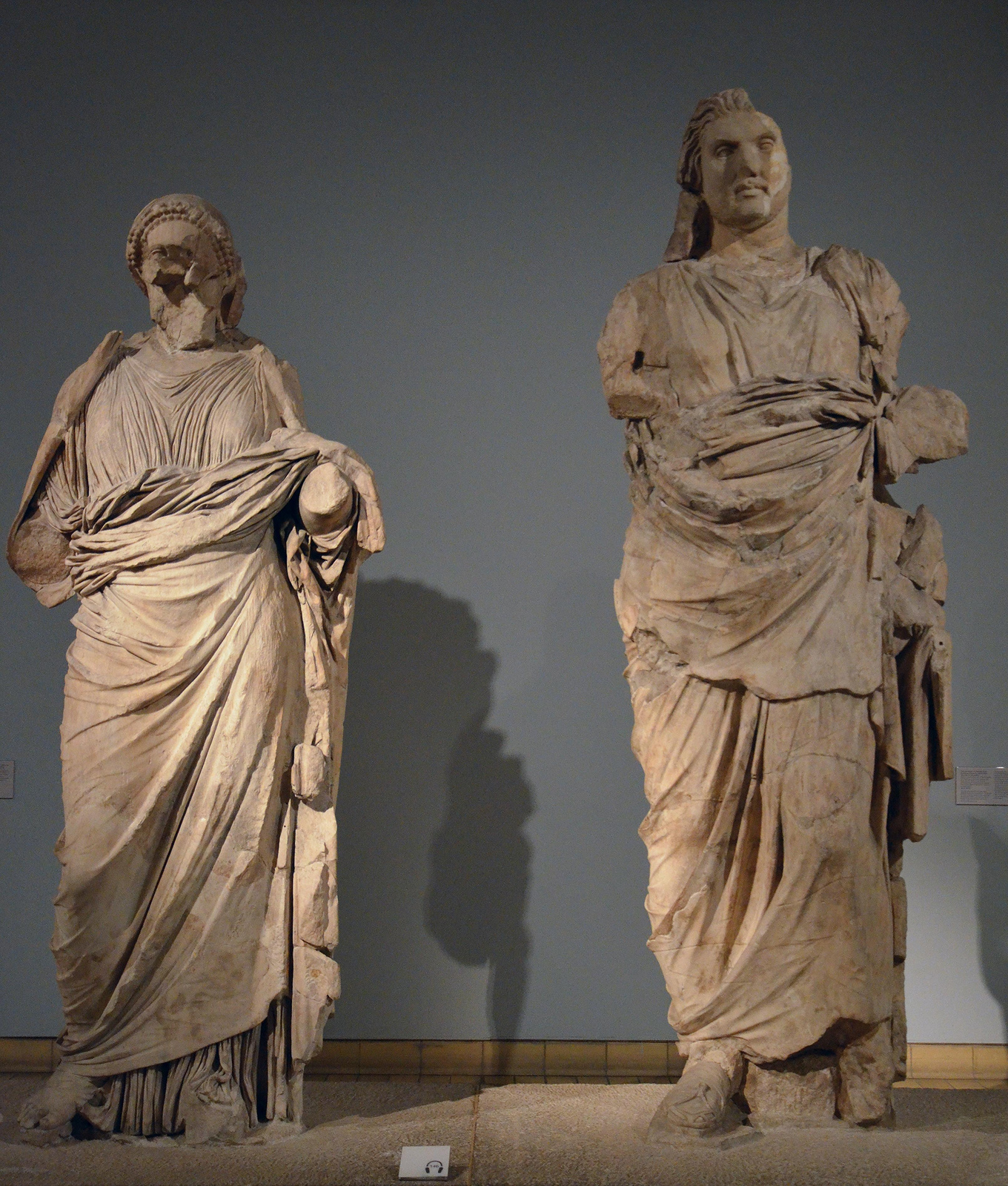
Estàtues colossals d'un home i una dona del Mausoleu d'Halicarnàs, tradicionalment identificades com a Mausol i Artemísia, cap al 350 aC, Museu Britànic.

Els historiadors moderns han assenyalat que dos anys no serien suficients per decorar i construir un edifici tan complex i extravagant. Per tant, es creu que la construcció va ser iniciada per Mausol abans de la seva mort o continuada pels següents líders. El mausoleu d'Halicarnàs s'assemblava a un temple i l'única manera de distingir-ne eren els seus murs exteriors lleugerament més alts. El mausoleu es trobava a la zona d'Halicarnàs, dominada pels grecs, que l'any 353 estava controlada per l'Imperi Aquemènida. Segons l'arquitecte romà Vitruvi, va ser construït per Sàtiros i Piteu, que van escriure un tractat sobre això; aquest tractat ara s'ha perdut. Pausànies afegeix que els romans consideraven el Mausoleu una de les meravelles més grans del món i que per aquest motiu anomenaven totes les seves magnífiques tombes mausolees, en honor seu.
Es desconeix exactament quan i com va caure en ruïnes el Mausoleu: Eustaci, escrivint al segle XII sobre el seu comentari de la Ilíada, diu que va ser i és una meravella. A causa d'això, Fergusson va concloure que l'edifici va quedar en ruïnes, probablement per un terratrèmol, entre aquest període i el 1402, quan van arribar els Cavallers de Sant Joan de Jerusalem i van registrar que estava en ruïnes. Tanmateix, Luttrell assenyala que en aquella època, els grecs i turcs locals no tenien nom ni llegendes per explicar les colossals ruïnes, cosa que suggereix una destrucció en un període molt anterior.
Moltes de les pedres de les ruïnes van ser utilitzades pels cavallers per fortificar el seu castell de Bodrum; també van recuperar baixos relleus amb els quals van decorar el nou edifici. Gran part del marbre es va cremar fins a convertir-lo en calç. El 1846, Lord Stratford de Redcliffe va obtenir permís per retirar aquests relleus del castell.
A l'emplaçament original, tot el que quedava al segle XIX eren els fonaments i algunes escultures trencades. Aquest lloc va ser indicat originalment pel professor Donaldson i va ser descobert definitivament per Charles Newton, després de la qual cosa el govern britànic va enviar una expedició. L'expedició va durar tres anys. En algun moment abans o després d'això, uns lladres de tombes van irrompre i van destruir la cambra funerària subterrània, però el 1972 encara en quedava prou per determinar una distribució de les cambres quan van ser excavades.
Aquest monument va ser considerat la setena meravella del món pels antics, no per la seva mida o força, sinó per la bellesa del seu disseny i com estava decorat amb escultures o ornaments. El mausoleu era el principal monument arquitectònic d'Halicarnàs, situat en una posició dominant en un terreny elevat per sobre del port.

### Gerra de Xerxes I
Una gerra de calcita o alabastre, un alabastró, amb la signatura quadrilingüe del governant aquemènida Xerxes I (que va governar entre el 486 i el 465 aC) va ser descoberta a les ruïnes del Mausoleu, al peu de l'escala occidental. El gerro conté una inscripció en persa antic, egipci, babiloni i elamita:
Aquestes ampolles, d'origen egipci, eren molt precioses per als aquemènides, i per tant és possible que Xerxes les hagués ofert als governants caris, i després les hagués guardat com un objecte preciós. En particular, la preciosa gerra podria haver estat oferta per Xerxes a la dinasta carià Artemísia I, que havia actuat amb mèrits com la seva única almirall durant la segona invasió persa de Grècia, i particularment a la batalla de Salamina.

## Galeria

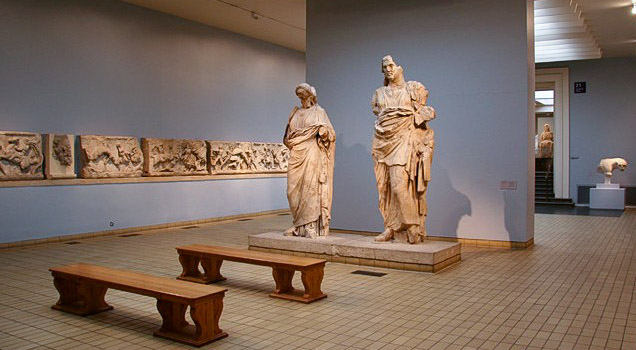
Al fons, a l'esquerra, es pot veure una reconstrucció de la dona amazònica. Sala 21 del Museu Britànic
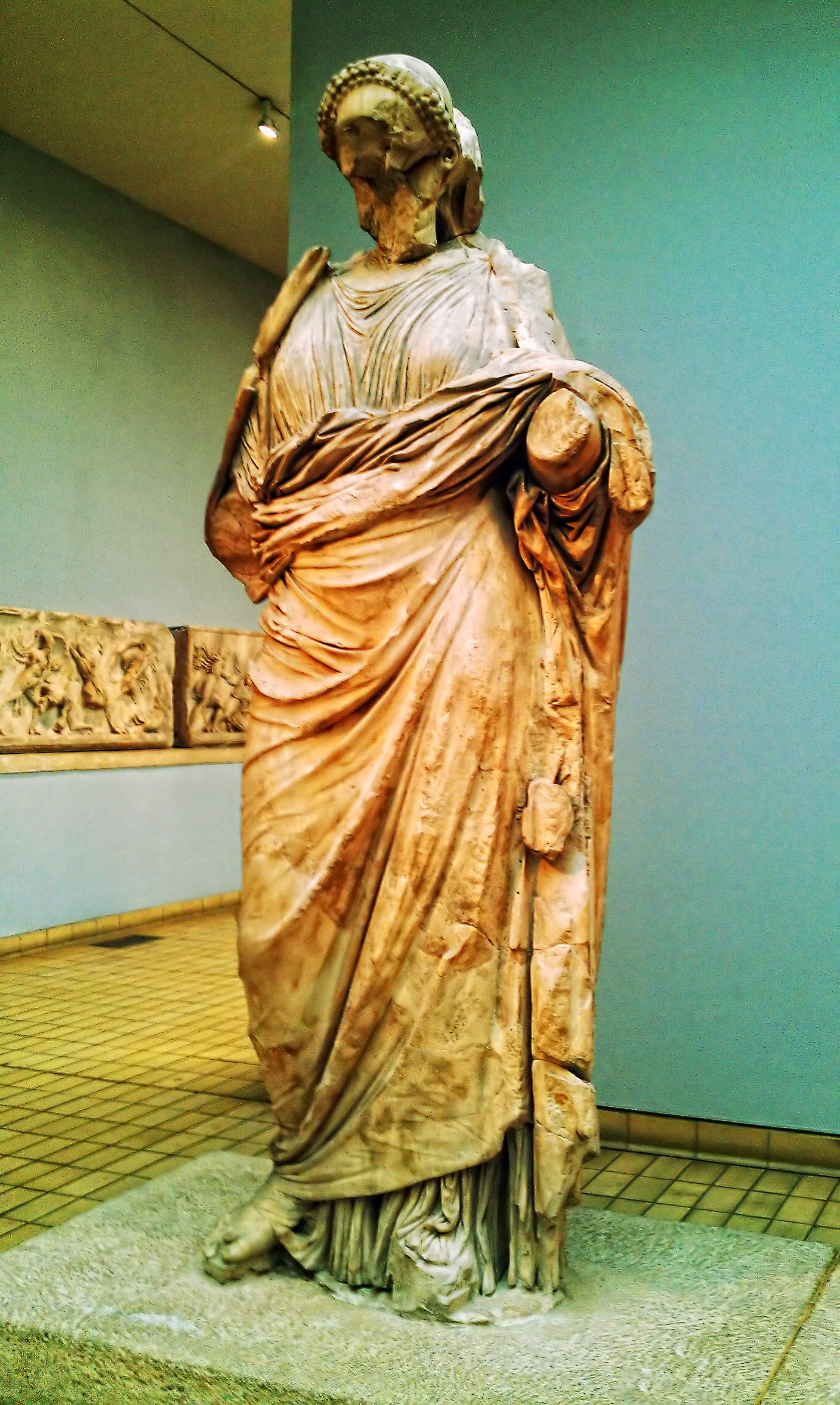
Aquesta estàtua s'identifica com Artemisia; al fons, a l'esquerra, es pot veure una reconstrucció de la dona amazònica. Sala 21 del Museu Britànic
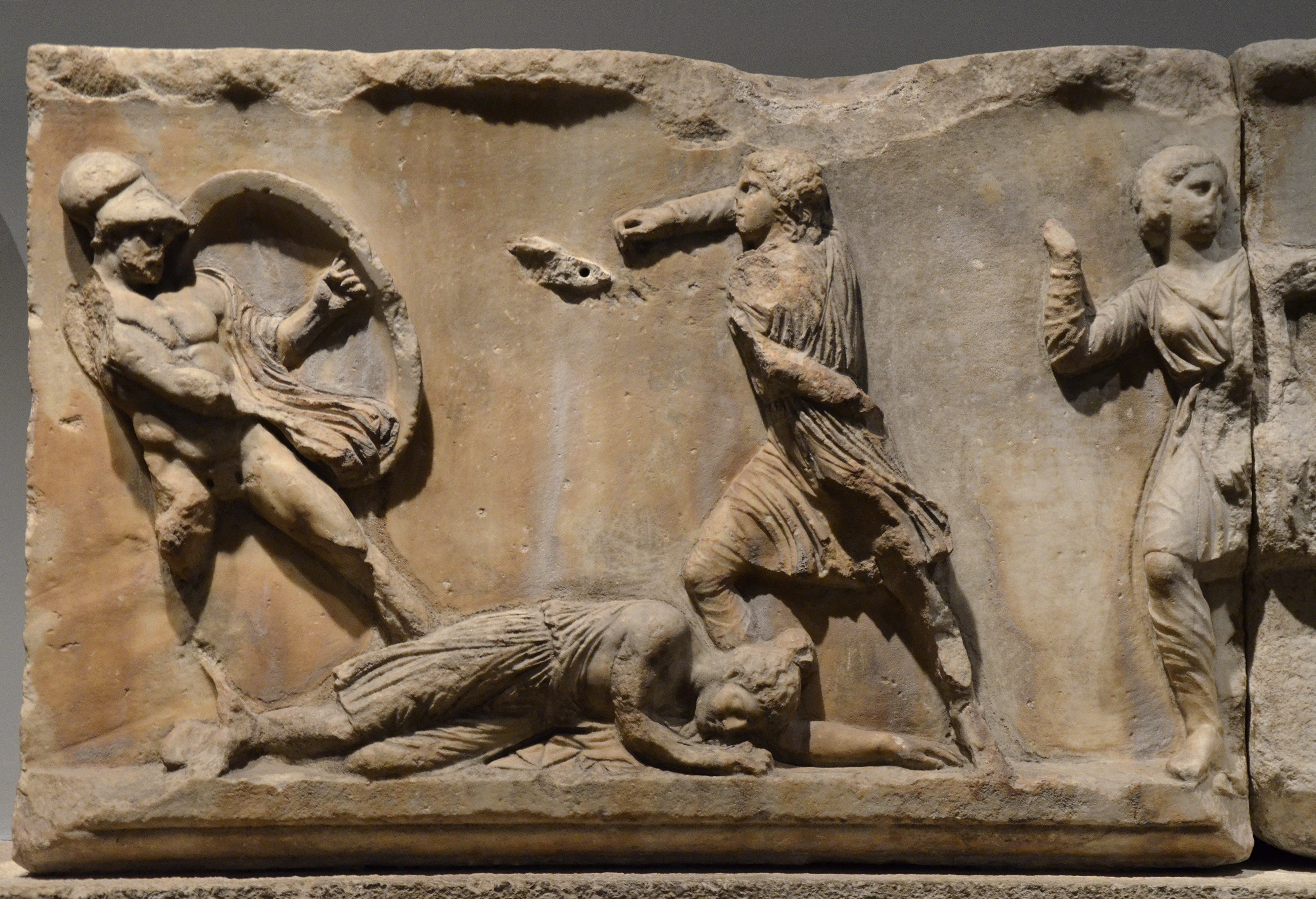
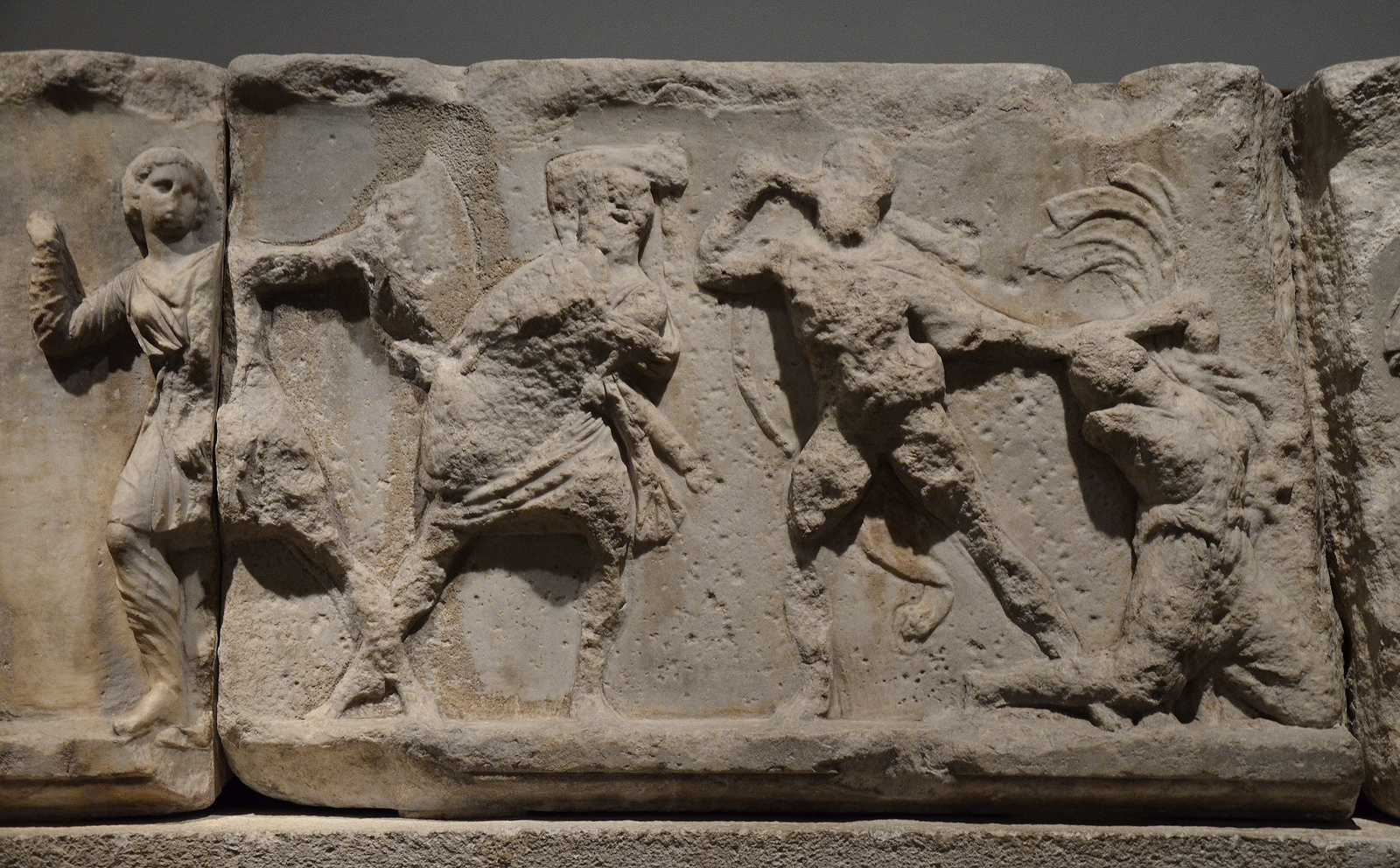
Una làmina de l'Amazonomàquia, que es creu que mostra Hèrcules agafant els cabells de la reina amazona Hipòlita.
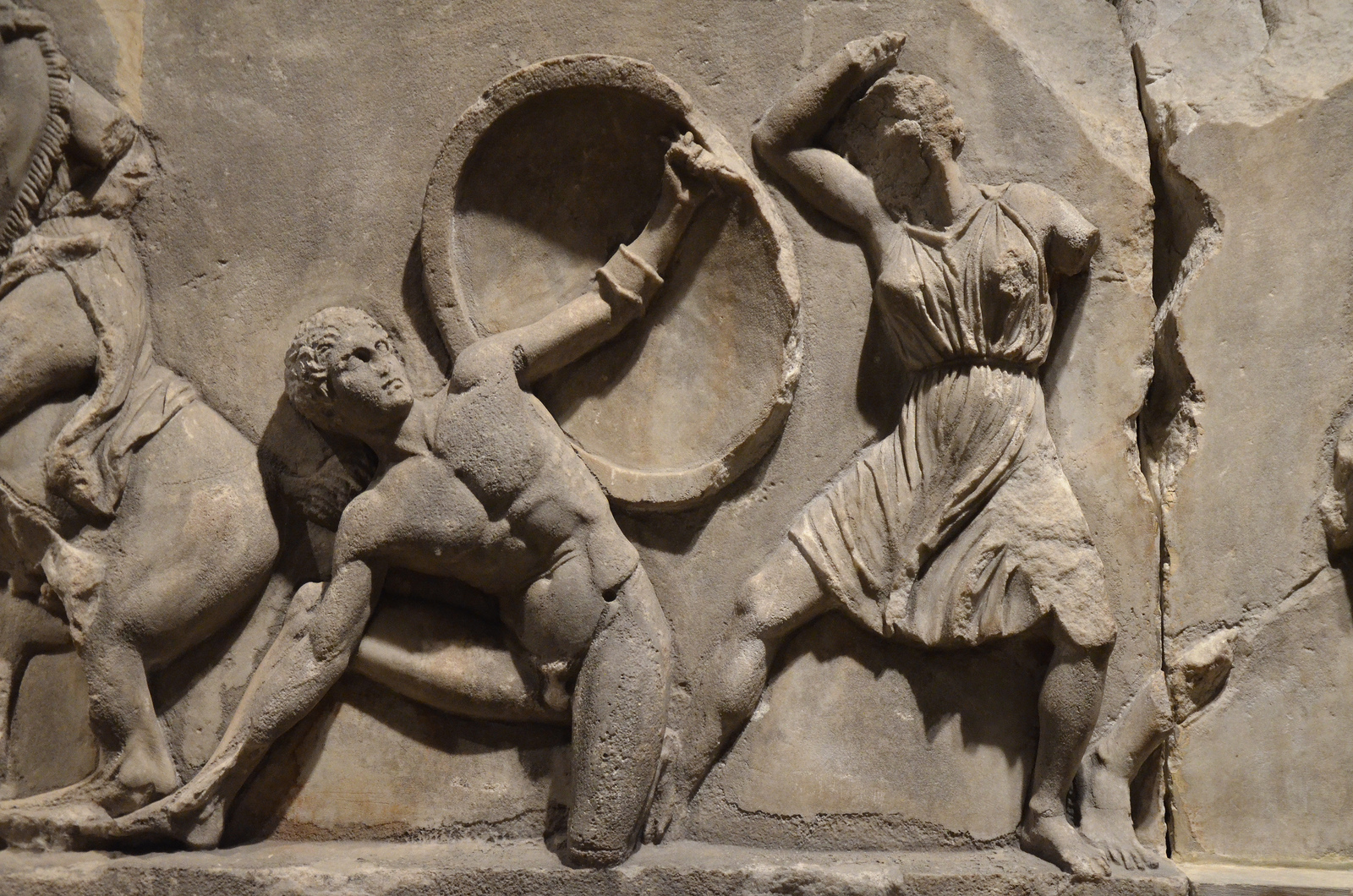
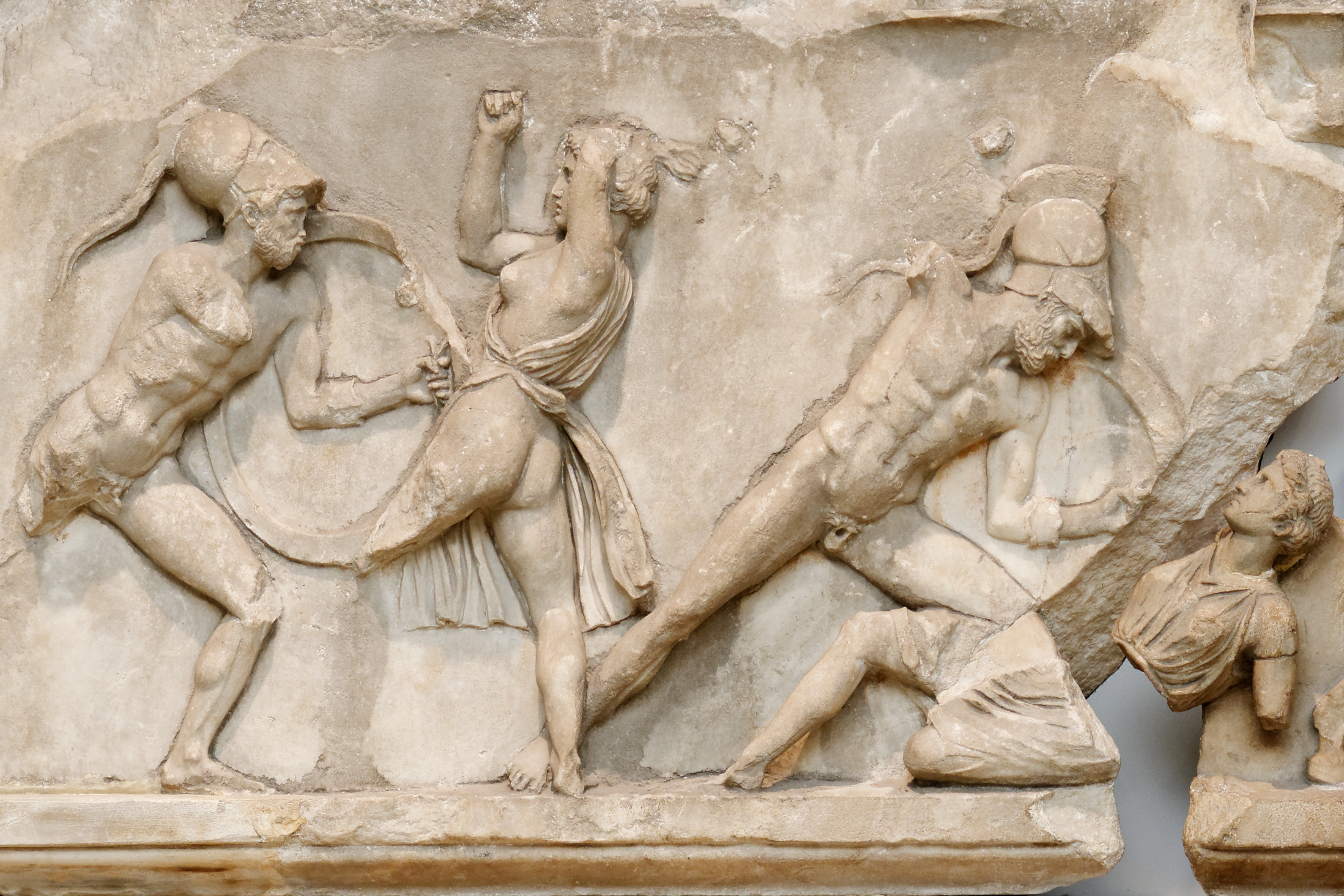
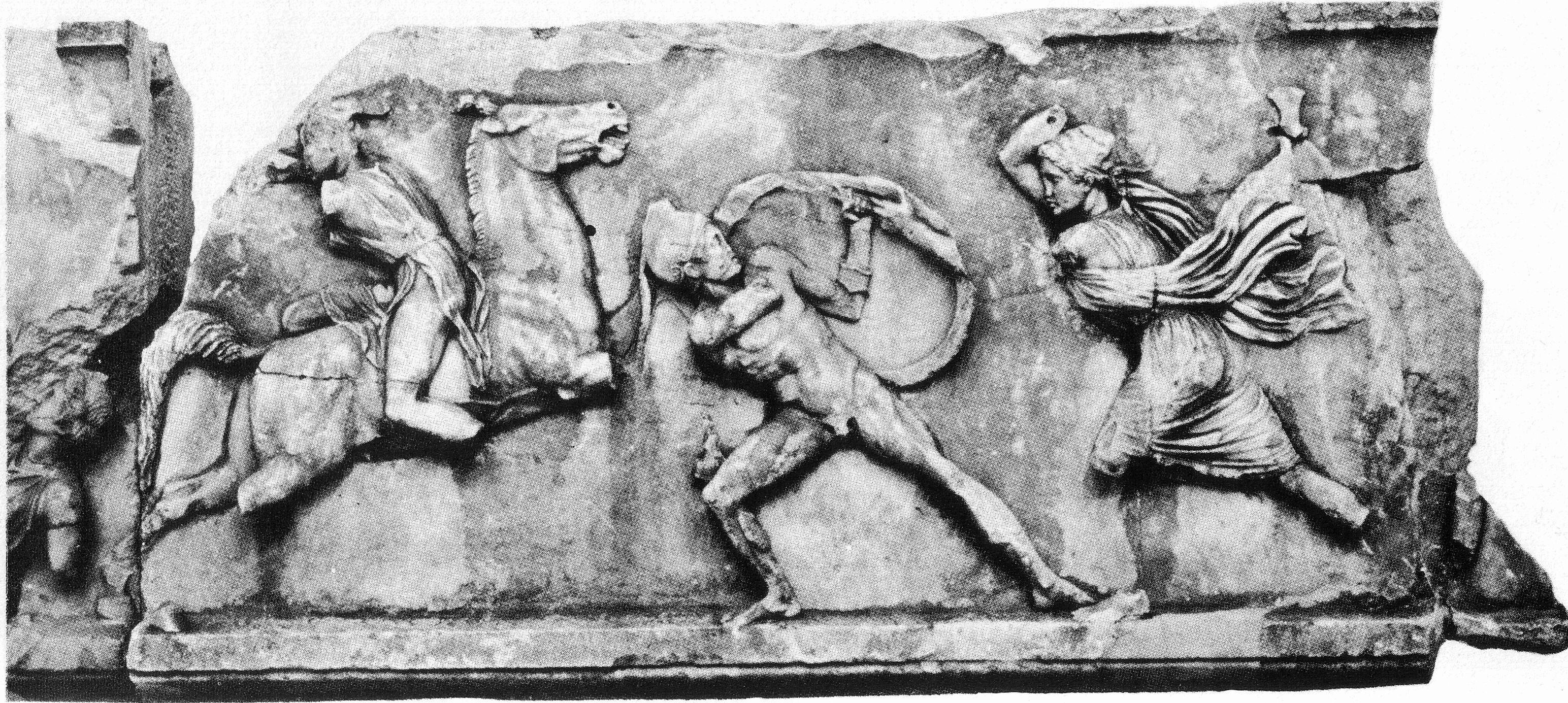
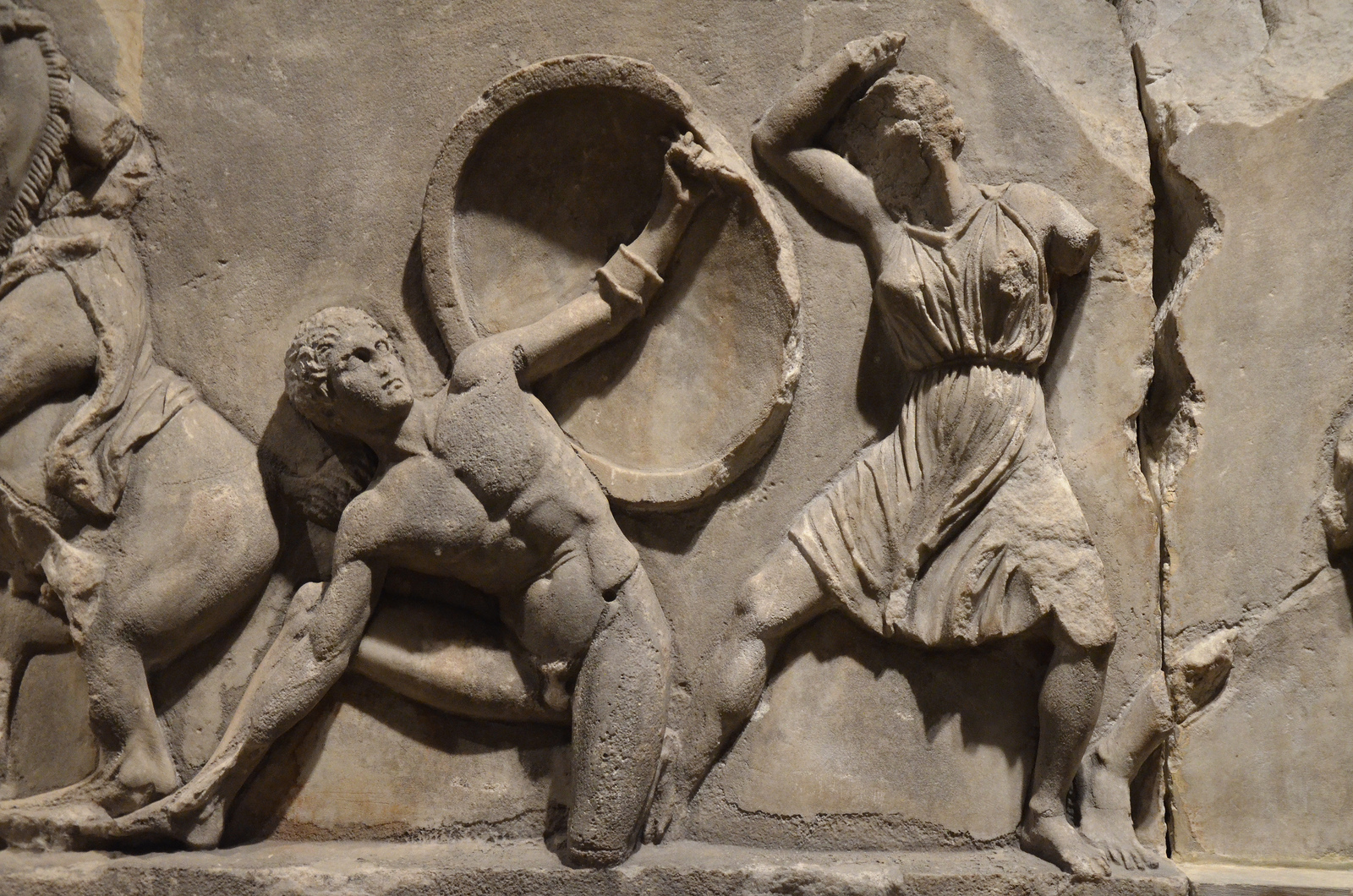
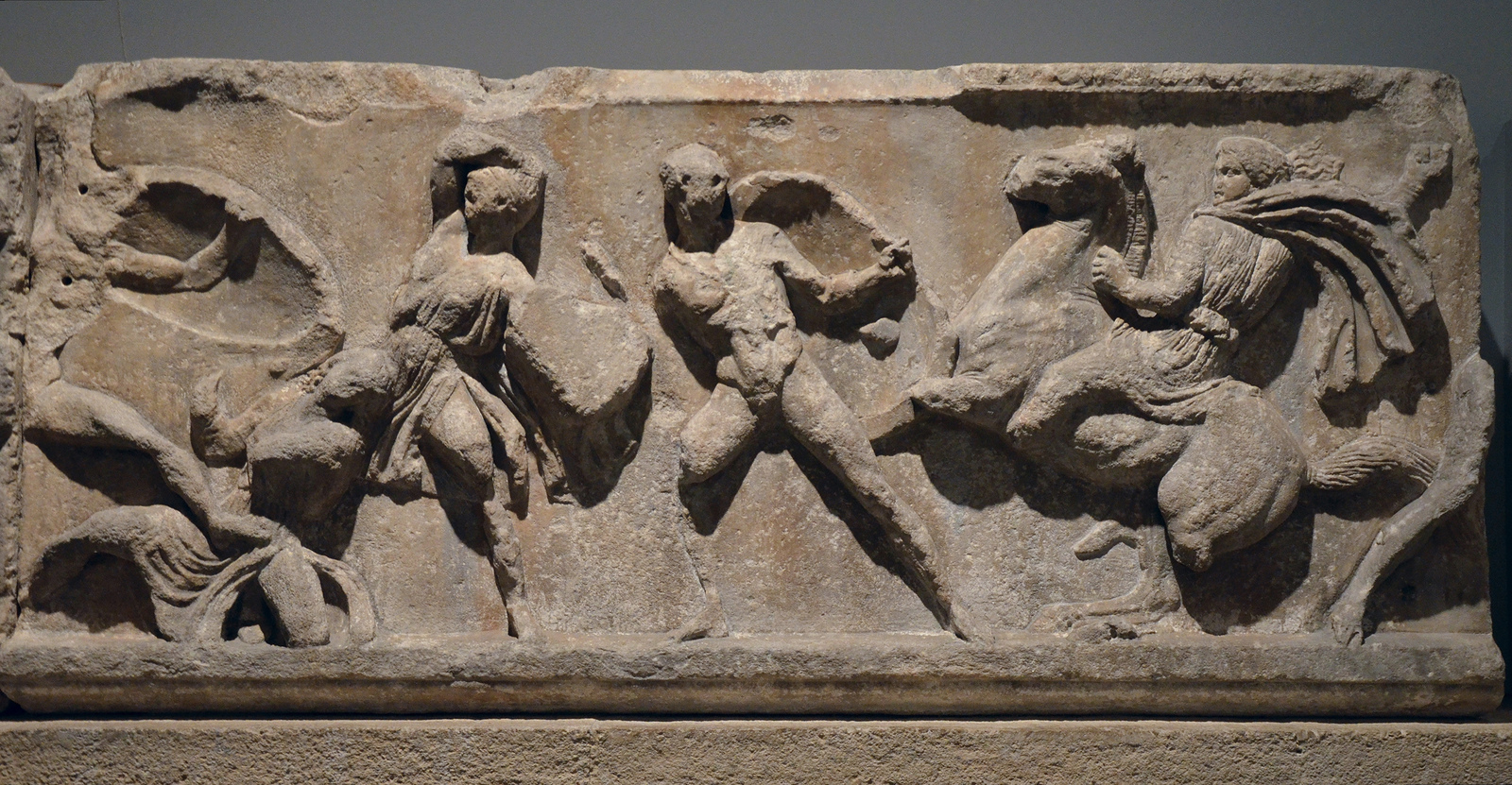
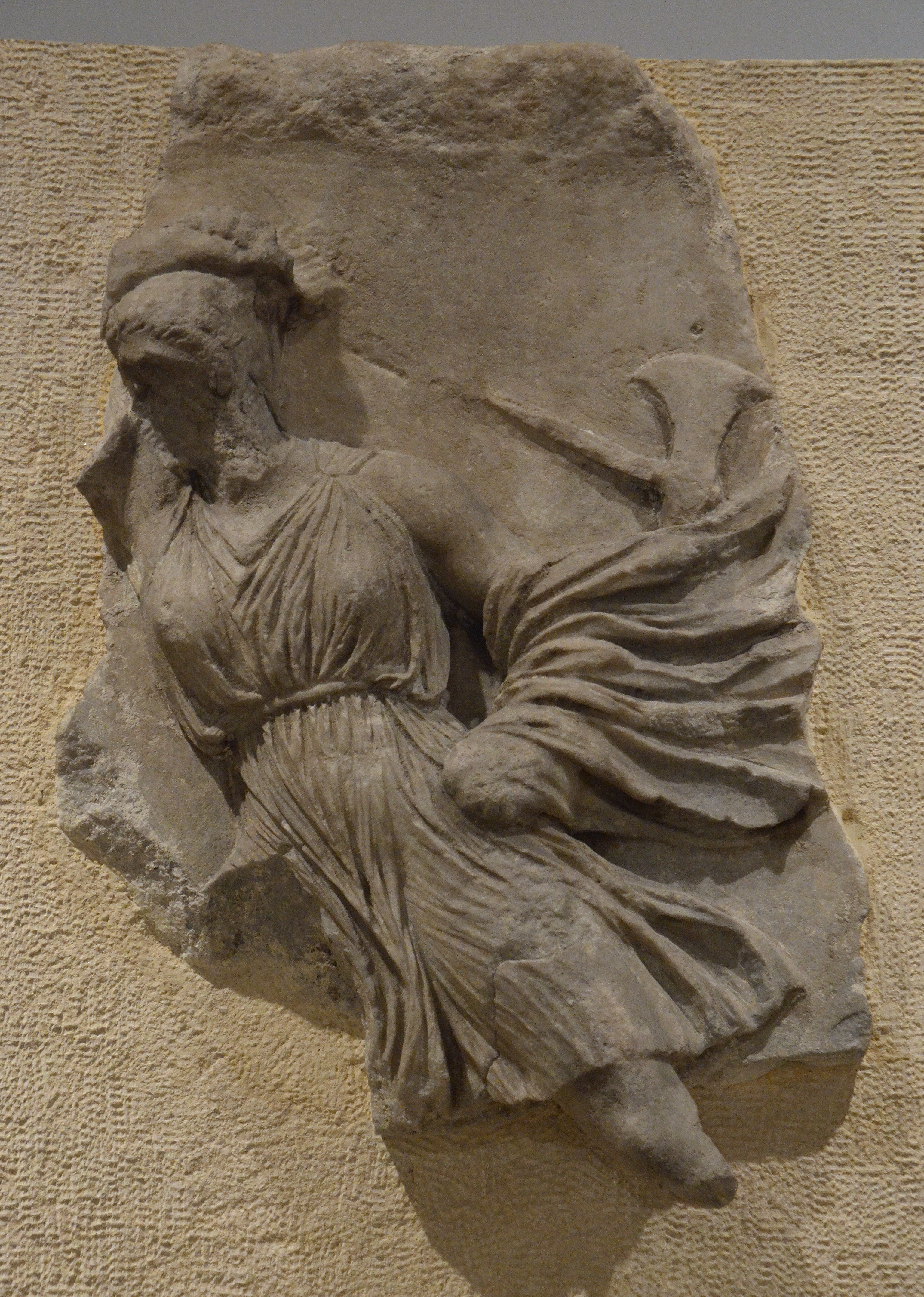
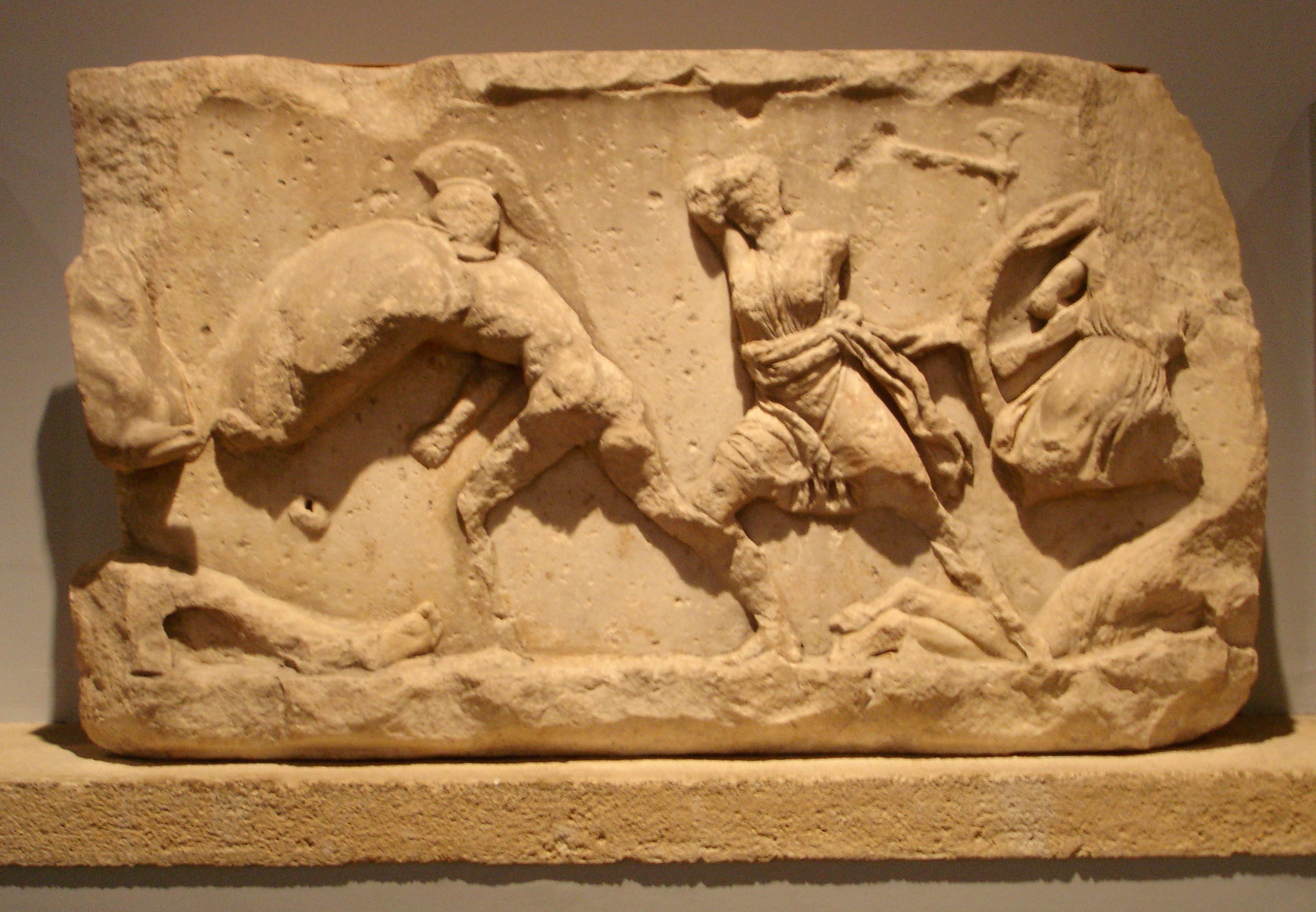
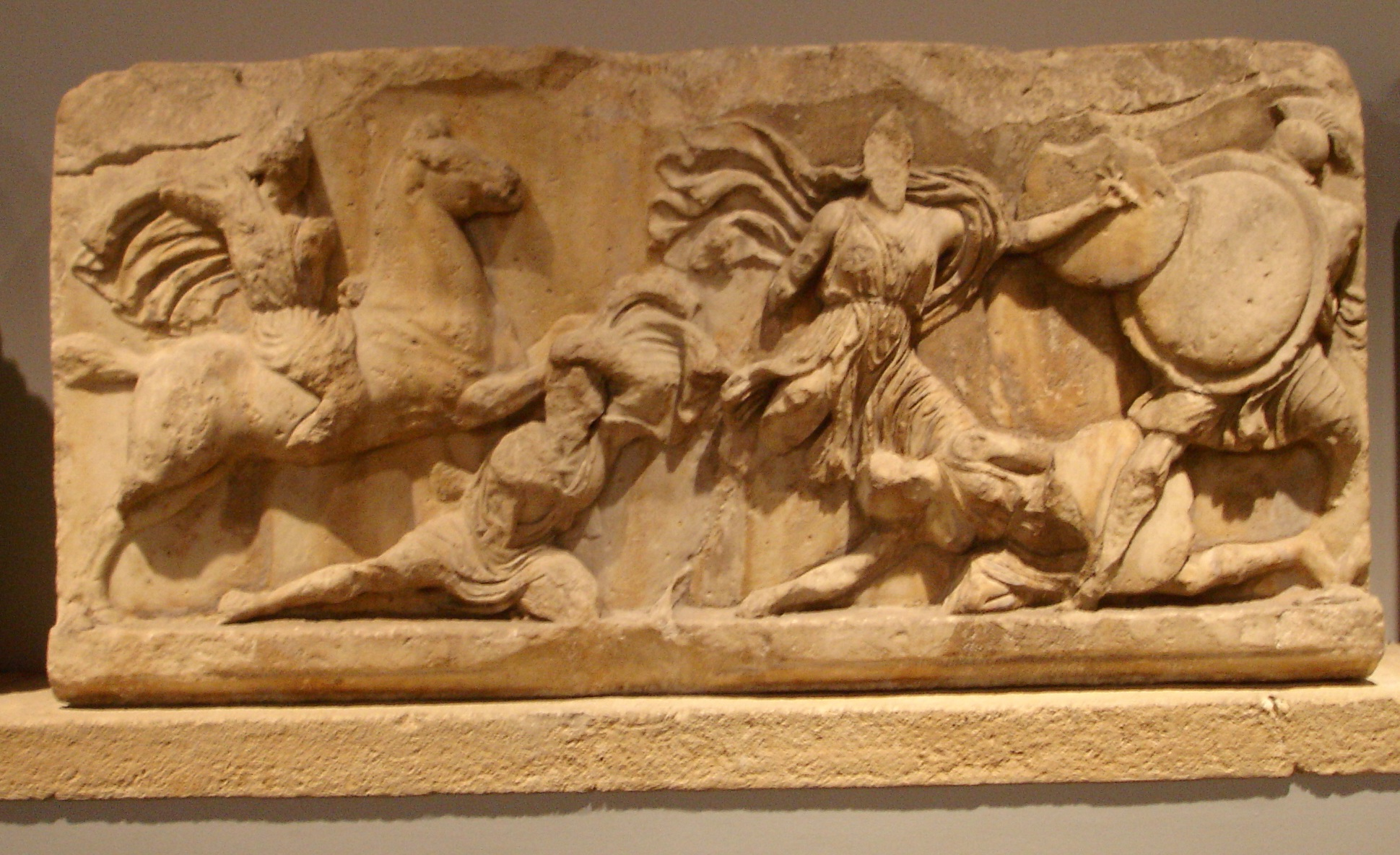
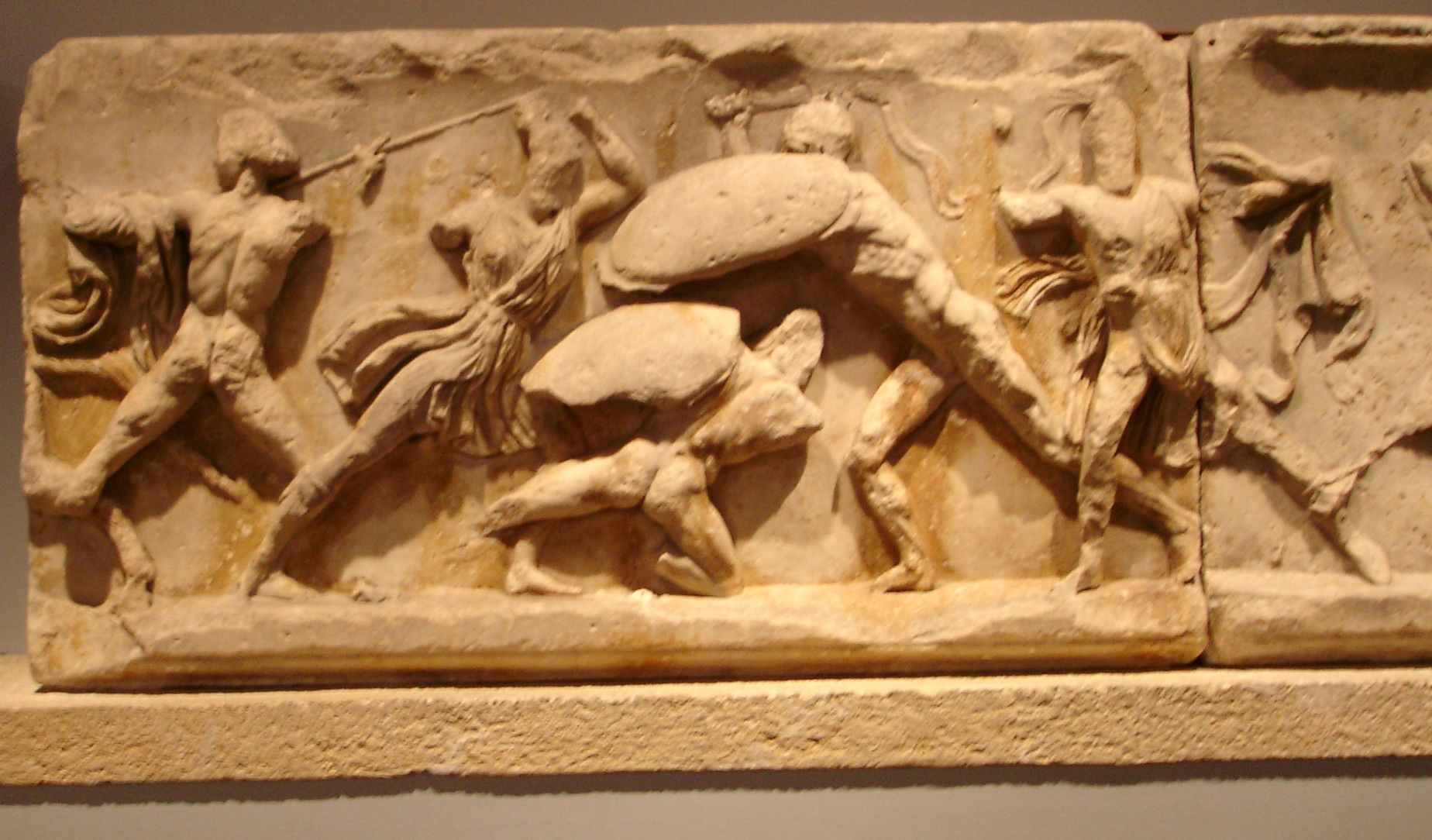
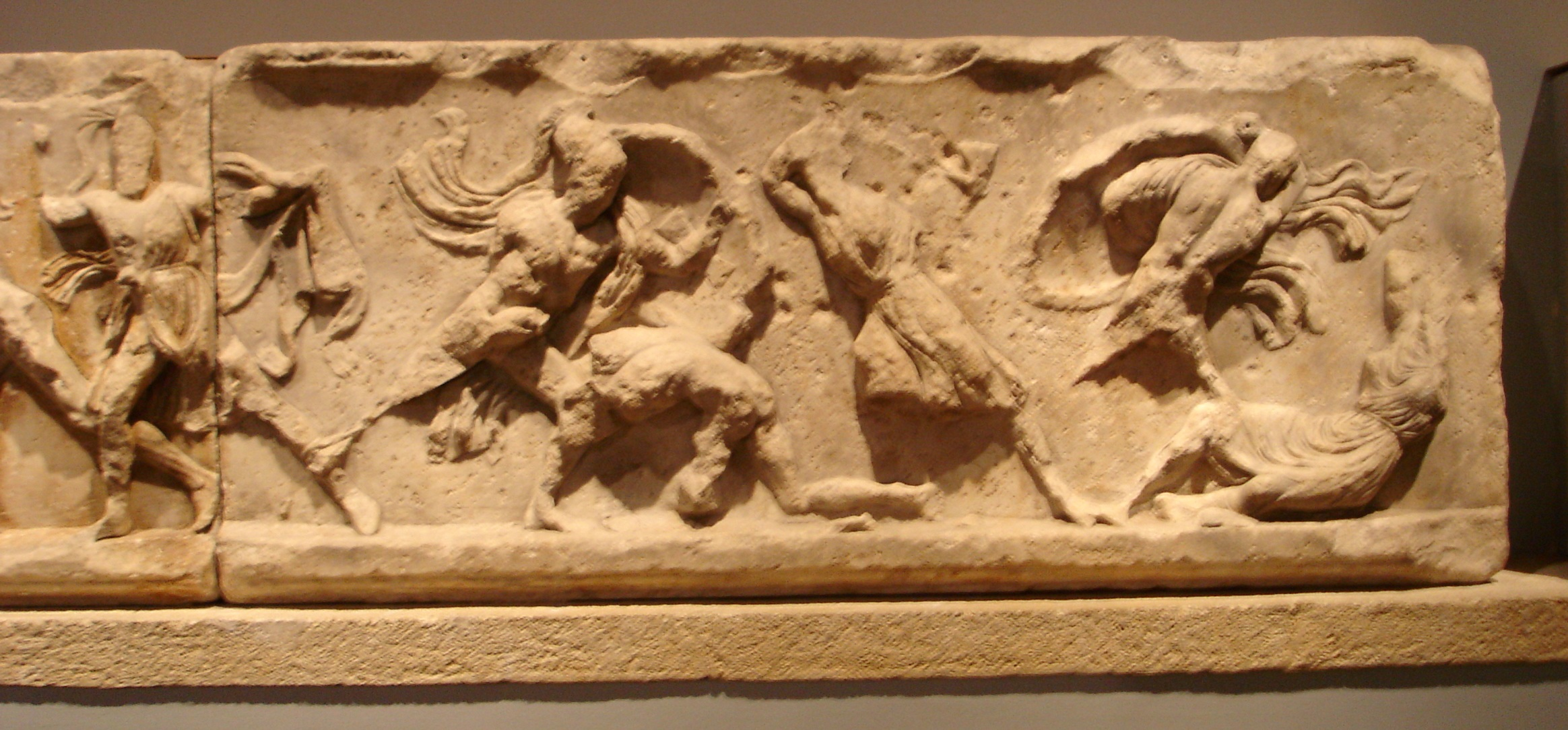
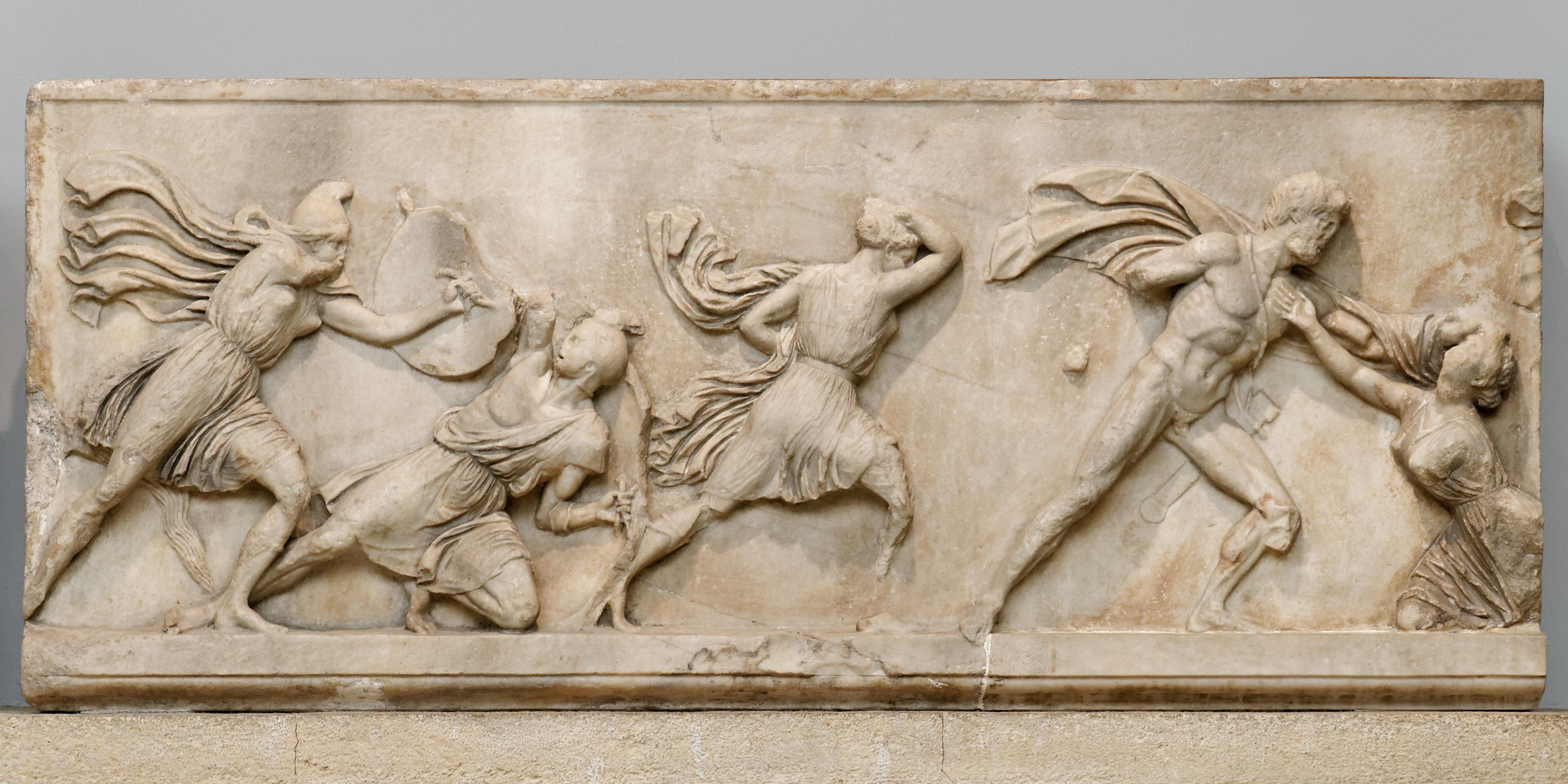
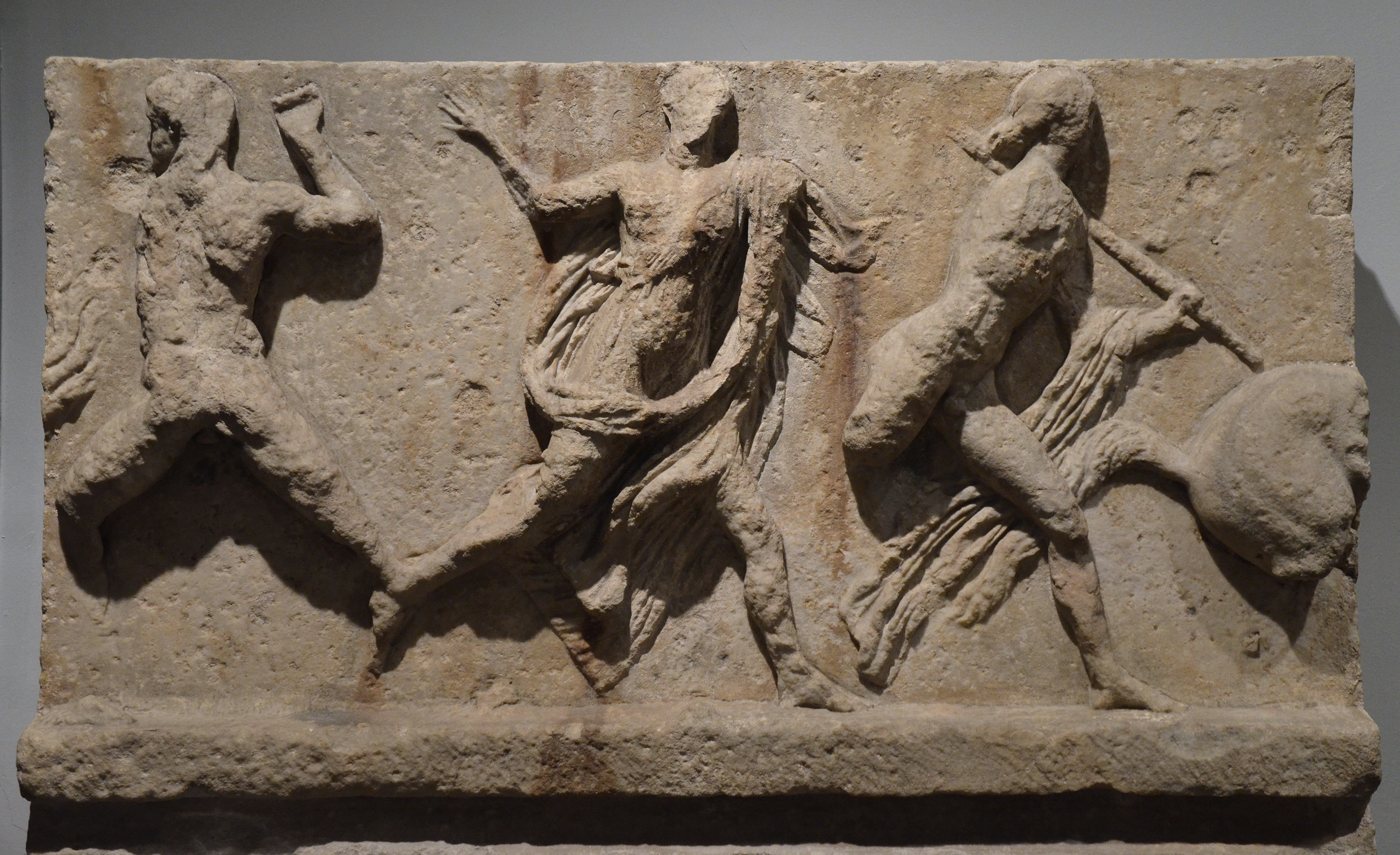
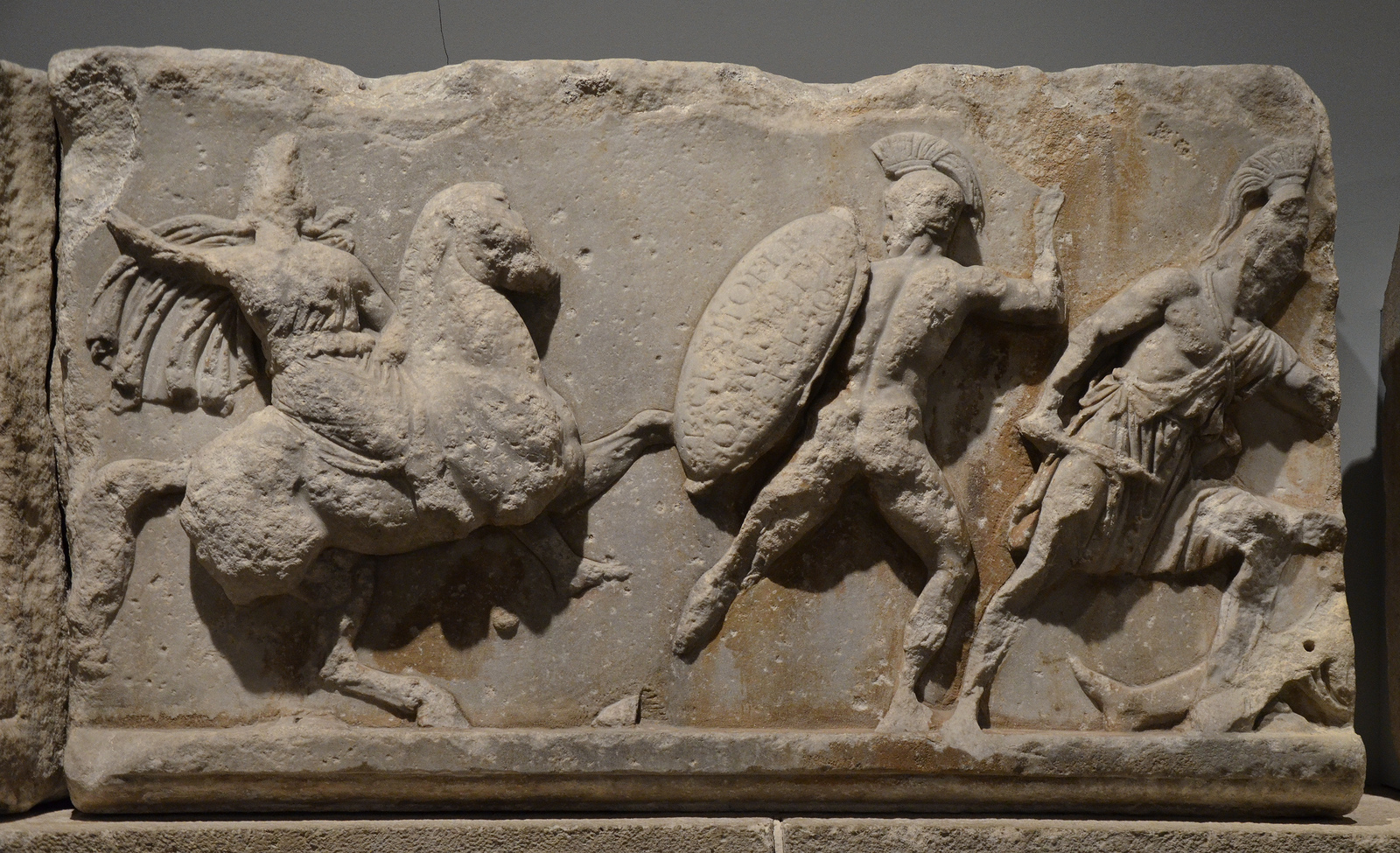
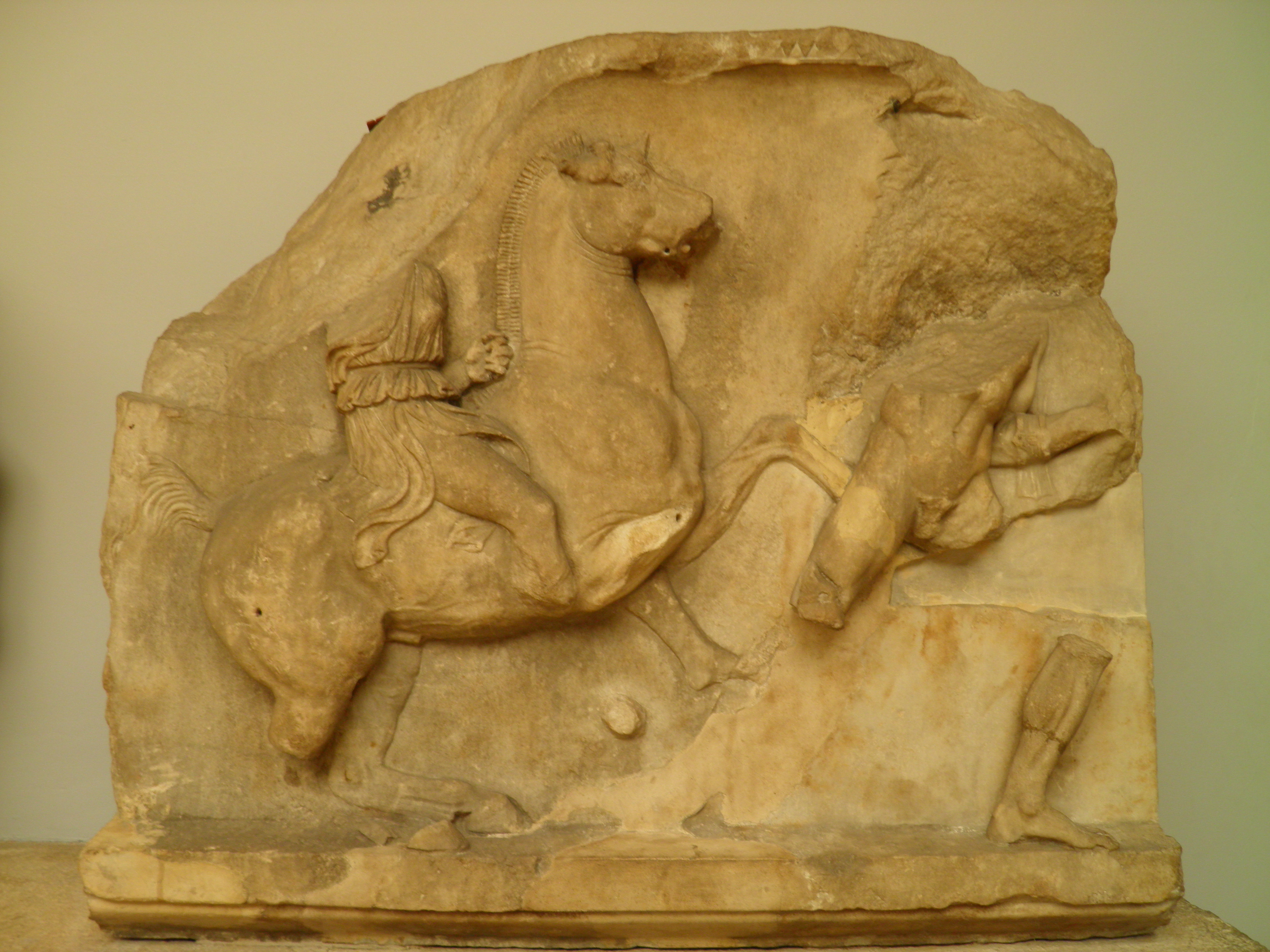
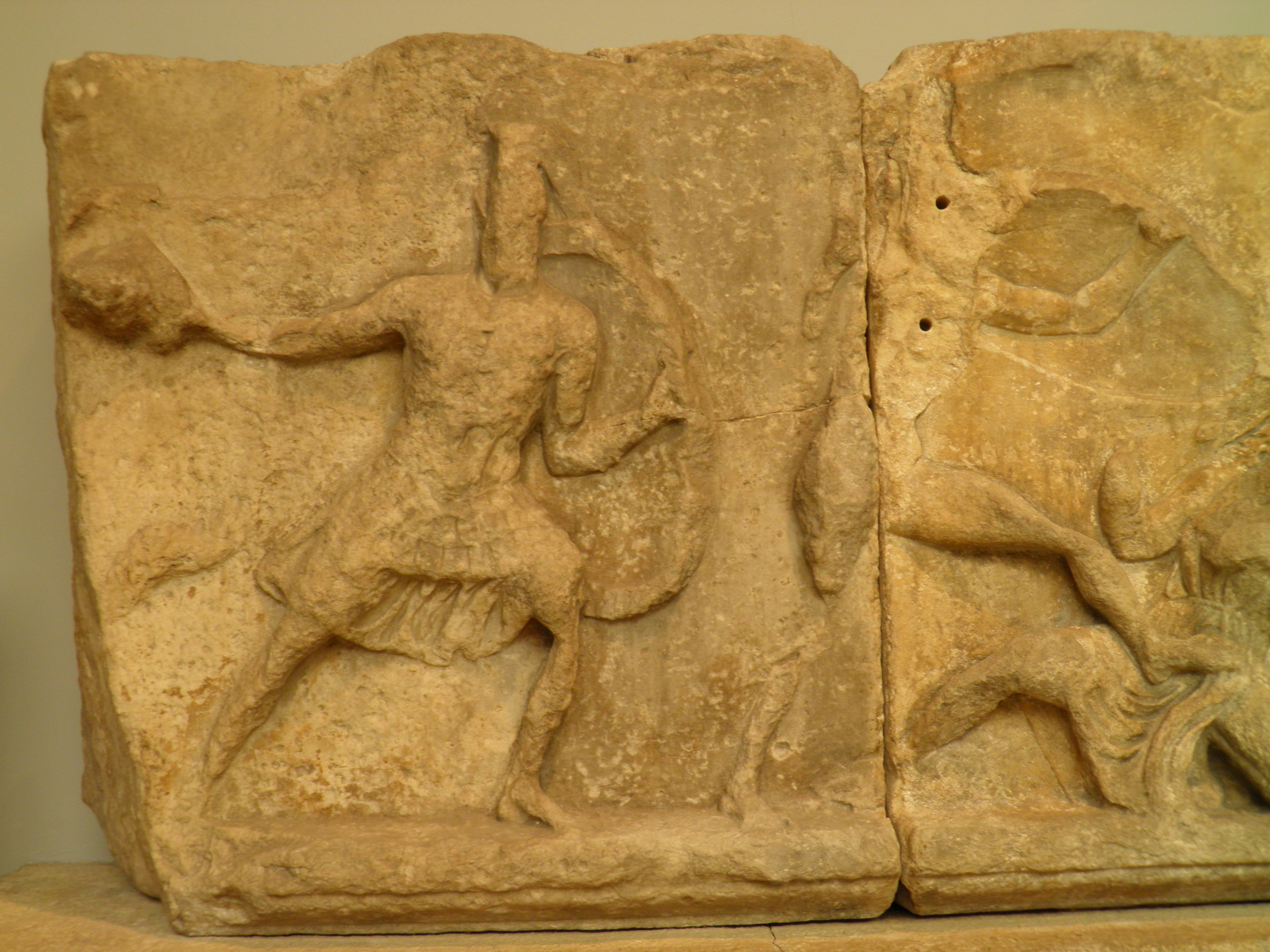
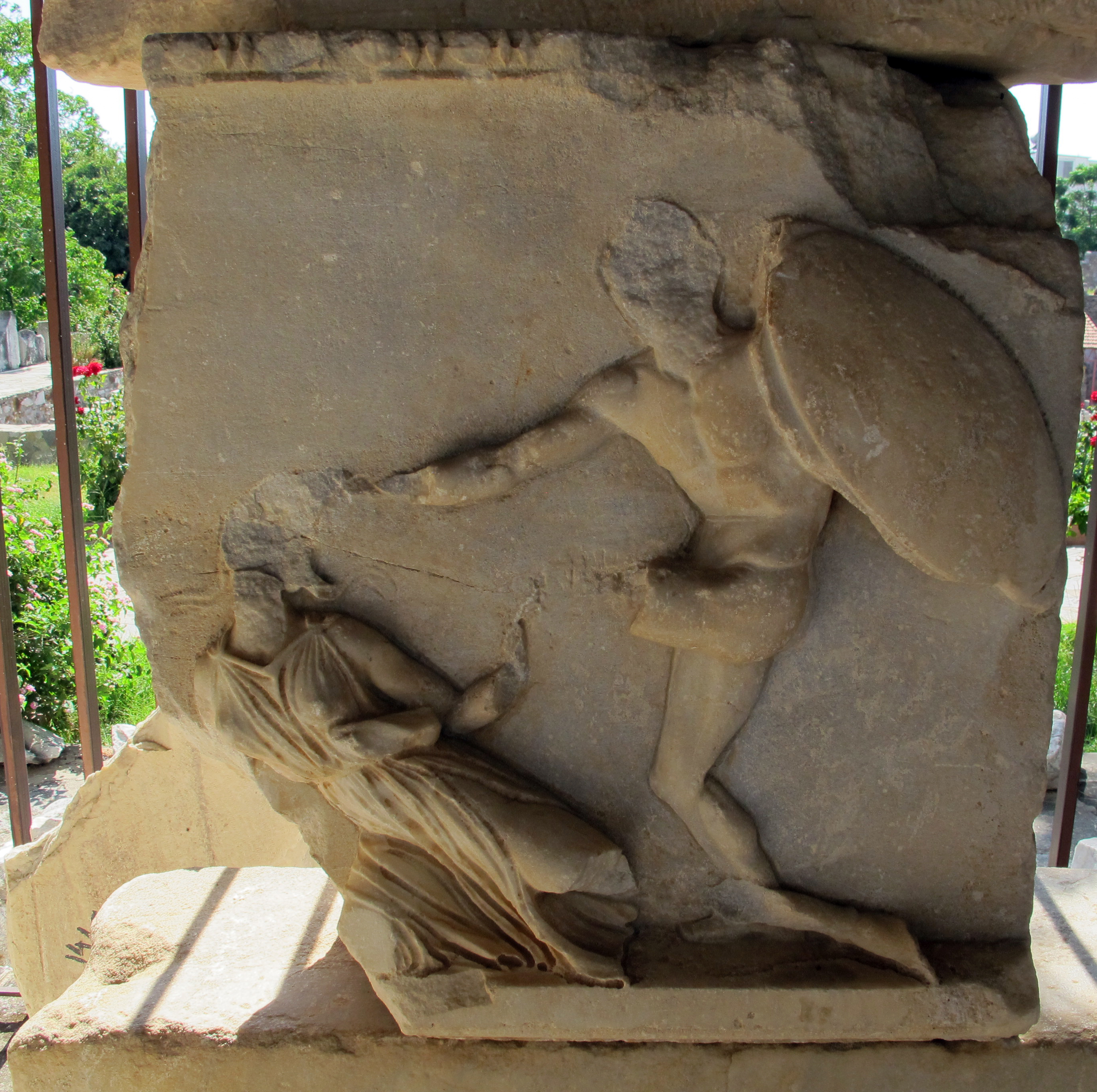